# Església parroquial de Paüls
L'Església parroquial de Paüls és una obra de les darreres tendències de Paüls (Baix Ebre) inclosa a l'Inventari del Patrimoni Arquitectònic de Catalunya.

## Descripció
Edifici modern, construït cap al 1965-1966 en el centre del poble (per un intercanvi de solars amb dos veïns del poble) per a substituir en les funcions religioses a l'antiga església gòtica. En construir aquest s'ha creat una nova placeta, abans inexistent, que uneix els dos carrers que la limiten. Obra de dos plantes, el desnivell topogràfic del poble fa que s'accedeixi a cada una per un carrer diferent. La planta inferior, amb entrada lateral, és ocupada pel Teleclub parroquial (actualment, per a ús de catequesi i altres actes esporàdics i públics). La planta superior, enfront de la qual el carrer de St. Antoni que forma la citada placeta, és el temple. A la planta d'aquest s'inscriu una porta frontal amb motllura que defineix un fals arc de mig punt. Maçoneria vista a la primera planta i revocada i emblanquinada la segona, en la qual mostra tres finestrals geminats, que formen sis arcs de mig punt. Coberta de teula a dues vessants amb petita espadanya que corona la façana.